# Championnats du monde d'Ironman 2013
Navigation
Édition précédente Édition suivante
Les championnats du monde d'Ironman 2013 se déroule le 12 octobre 2013 à Kailua-Kona dans l'État d'Hawaï. Ils sont organisés par la World Triathlon Corporation.

## Résultats du championnat du monde

### Hommes
| Pos.     | Temps           | Nom                 | Pays           | Détail temps | Détail temps | Détail temps    | Détail temps | Détail temps    |
| Pos.     | Temps           | Nom                 | Pays           | Natation     | T1           | Cyclisme        | T2           | Course à pied   |
| -------- | --------------- | ------------------- | -------------- | ------------ | ------------ | --------------- | ------------ | --------------- |
|          | 8 h 12 min 29 s | Frederik Van Lierde | Belgique       | 51 min 02 s  | 2 min 18 s   | 4 h 25 min 35 s | 2 min 16 s   | 2 h 51 min 18 s |
|          | 8 h 15 min 19 s | Luke McKenzie       | Australie      | 51 min 17 s  | 1 min 59 s   | 4 h 22 min 25 s | 2 min 18 s   | 2 h 57 min 20 s |
|          | 8 h 19 min 24 s | Sebastian Kienle    | Allemagne      | 54 min 13 s  | 1 min 49 s   | 4 h 22 min 33 s | 2 min 14 s   | 2 h 58 min 35 s |
| 4        | 8 h 21 min 46 s | James Cunnama       | Afrique du Sud | 51 min 13 s  | 1 min 45 s   | 4 h 34 min 21 s | 1 min 50 s   | 2 h 52 min 37 s |
| 5        | 8 h 22 min 25 s | Timothy O'Donnell   | États-Unis     | 51 min 04 s  | 2 min 05 s   | 4 h 35 min 37 s | 2 min 32 s   | 2 h 51 min 07 s |
| 6        | 8 h 23 min 43 s | Iván Raña           | Espagne        | 51 min 06 s  | 1 min 55 s   | 4 h 40 min 34 s | 2 min 14 s   | 2 h 47 min 54 s |
| 7        | 8 h 24 min 09 s | Tyler Butterfield   | Bermudes       | 51 min 24 s  | 1 min 46 s   | 4 h 30 min 10 s | 2 min 27 s   | 2 h 58 min 22 s |
| 8        | 8 h 25 min 38 s | Bart Aernouts       | Belgique       | 57 min 26 s  | 1 min 46 s   | 4 h 39 min 46 s | 2 min 37 s   | 2 h 44 min 03 s |
| 9        | 8 h 26 min 32 s | Timo Bracht         | Allemagne      | 51 min 21 s  | 1 min 50 s   | 4 h 34 min 46 s | 2 min 28 s   | 2 h 56 min 07 s |
| 10       | 8 h 31 min 13 s | Faris Al-Sultan     | Allemagne      | 51 min 19 s  | 1 min 55 s   | 4 h 29 min 56 s | 2 min 17 s   | 3 h 05 min 46 s |
| Source : |                 |                     |                |              |              |                 |              |                 |

### Femmes
| Pos.     | Temps           | Nom                | Pays             | Détail temps    | Détail temps | Détail temps    | Détail temps | Détail temps    |
| Pos.     | Temps           | Nom                | Pays             | Natation        | T1           | Cyclisme        | T2           | Course à pied   |
| -------- | --------------- | ------------------ | ---------------- | --------------- | ------------ | --------------- | ------------ | --------------- |
|          | 8 h 52 min 14 s | Mirinda Carfrae    | Australie        | 58 min 50 s     | 2 min 06 s   | 4 h 58 min 20 s | 2 min 20 s   | 2 h 50 min 38 s |
|          | 8 h 57 min 28 s | Rachel Joyce       | Royaume-Uni      | 54 min 09 s     | 2 min 02 s   | 4 h 55 min 25 s | 2 min 15 s   | 3 h 03 min 37 s |
|          | 9 h 03 min 35 s | Liz Blatchford     | Royaume-Uni      | 54 min 07 s     | 2 min 01 s   | 4 h 57 min 40 s | 6 min 24 s   | 3 h 03 min 23 s |
| 4        | 9 h 04 min 34 s | Yvonne van Vlerken | Pays-Bas         | 1 h 01 min 57 s | 1 min 57 s   | 4 h 54 min 38 s | 2 min 37 s   | 3 h 03 min 25 s |
| 5        | 9 h 09 min 09 s | Caroline Steffen   | Suisse           | 54 min 10 s     | 2 min 07 s   | 4 h 57 min 50 s | 3 min 07 s   | 3 h 11 min 55 s |
| 6        | 9 h 10 min 12 s | Caitlin Snow       | États-Unis       | 58 min 47 s     | 2 min 13 s   | 5 h 08 min 05 s | 2 min 14 s   | 2 h 58 min 53 s |
| 7        | 9 h 10 min 19 s | Meredith Kessler   | États-Unis       | 54 min 06 s     | 2 min 20 s   | 4 h 55 min 13 s | 2 min 05 s   | 3 h 16 min 35 s |
| 8        | 9 h 11 min 13 s | Michelle Vesterby  | Danemark         | 54 min 12 s     | 2 min 07 s   | 4 h 55 min 53 s | 2 min 30 s   | 3 h 16 min 31 s |
| 9        | 9 h 14 min 47 s | Gina Crawford      | Nouvelle-Zélande | 54 min 14 s     | 2 min 21 s   | 5 h 04 min 17 s | 2 min 37 s   | 3 h 11 min 18 s |
| 10       | 9 h 17 min 22 s | Linsey Corbin      | États-Unis       | 59 min 19 s     | 2 min 14 s   | 5 h 07 min 50 s | 3 min 13 s   | 3 h 04 min 54 s |
| Source : |                 |                    |                  |                 |              |                 |              |                 |